# Vraux

Vraux este o comună în departamentul Marne, Franța. În 2009 avea o populație de 476 de locuitori.